# Svea Timander
Svea Timander (* 21. Februar 1970 in Ost-Berlin) ist eine deutsche Schauspielerin.
Timander wurde unter anderem durch ihre Rolle der Ragna Delling in der Kinder- und Jugendserie Schloss Einstein bekannt. Sie wirkte außerdem in diversen Fernsehserien wie beispielsweise beim Tatort, bei SK Kölsch und in der Comedyserie Pastewka mit.

## Filmografie (Auswahl)
- 1999–2001: Schloss Einstein
- 2002: Tatort: Zahltag
- 2002: In aller Freundschaft Folge 160 Morgen ist ein neuer Tag
- 2003: Good Bye, Lenin!
- 2005: Tatort – Freischwimmer
- 2005–2007: Pastewka (drei Folgen)
- 2005: Vorsicht Schwiegermutter!
- 2008: Die Gerichtsmedizinerin (6 Folgen als Dr. Sybille Metzler)
- 2011: dasbloghaus.tv
- 2015: In aller Freundschaft – Die jungen Ärzte (Episodenrolle)